# Islamic Solidarity Games 2021/Leichtathletik
Bei den Islamic Solidarity Games 2021 wurden zwischen dem 8. und 12. August 2022 43 Wettbewerbe im Konya Athletic Field in der türkischen Großstadt Konya in der Leichtathletik ausgetragen.

## Ergebnisse

### Männer

#### 100 m
| Platz          | Athlet                  | Land | Zeit (s) |
| -------------- | ----------------------- | ---- | -------- |
| 1              | Arthur Cissé            | CIV  | 09,89    |
| 2              | Abdullah Abkar Mohammed | KSA  | 09,95    |
| 3              | Barakat al-Harthi       | OMA  | 09,99    |
| 3              | Emre Zafer Barnes       | TUR  | 09,99    |
| 5              | Hassan Taftian          | IRN  | 10,02    |
| 6              | Imranur Rahman          | BAN  | 10,17    |
|                | Abdo Barka              | BHR  | DNF      |
| Jak Ali Harvey | TUR                     | DSQ  |          |

Datum: 9. August
Wind: +1,7 m/s
Die Zeiten wurden wegen Zweifeln an der Zeitnehmung nicht offiziell von Weltverband anerkannt.

#### 200 m
| Platz | Athlet                    | Land | Zeit (s) |
| ----- | ------------------------- | ---- | -------- |
| 1     | Emmanuel Eseme            | CMR  | 20,16    |
| 2     | Ramil Guliyev             | TUR  | 20,24    |
| 3     | Machmour Chakir           | MAR  | 20,63    |
| 4     | Ebrima Camara             | GAM  | 20,84    |
| 5     | Mohammad Hossein Abareghi | IRN  | 20,93    |
| 6     | Kossi Médard Nayo         | TOG  | 20,95    |
| 7     | Alieu Joof                | GAM  | 21,12    |
| 8     | Salem Eid Yaqoob          | BHR  | 21,17    |

Datum: 11. August
Wind: +3,7 m/s

#### 400 m
| Platz | Athlet          | Land | Zeit (s) |
| ----- | --------------- | ---- | -------- |
| 1     | Michail Litwin  | KAZ  | 45,36    |
| 2     | Youssef Masrahi | KSA  | 45,80    |
| 3     | Mazen al-Yassin | KSA  | 45,95    |
| 4     | Musa Isah       | BHR  | 46,08    |
| 5     | Hamza Dair      | MAR  | 46,14    |
| 6     | Frédéric Mendy  | SEN  | 46,41    |
| 7     | Yusuf Ali Abbas | BHR  | 46,60    |
| 8     | Slimane Moula   | ALG  | 46,60    |

Datum: 10. August
Die Zeiten wurden wegen Zweifeln an der Zeitnehmung nicht offiziell von Weltverband anerkannt.

#### 800 m
| Platz | Athlet                  | Land | Zeit (min) |
| ----- | ----------------------- | ---- | ---------- |
| 1     | Abubaker Haydar Abdalla | QAT  | 1:47,59    |
| 2     | Sadam Koumi             | SUD  | 1:48,14    |
| 3     | Hafid Rizqy             | MAR  | 1:48,22    |
| 4     | Abdirahman Saeed Hassan | QAT  | 1:48,22    |
| 5     | Ebrahim al-Zofairi      | KUW  | 1:48,69    |
| 6     | Oussama Nabil           | MAR  | 1:49,42    |
| 7     | Ali Idow Hassan         | SOM  | 1:49,93    |
| 8     | Mohammed al-Suleimani   | OMA  | 1:50,02    |

Datum: 10. August
Die Zeiten wurden wegen Zweifeln an der Zeitnehmung nicht offiziell von Weltverband anerkannt.

#### 1500 m
| Platz | Athlet                  | Land | Zeit (min) |
| ----- | ----------------------- | ---- | ---------- |
| 1     | Abdelatif Sadiki        | MAR  | 3:54,40    |
| 2     | Abdirahman Saeed Hassan | QAT  | 3:54,46    |
| 3     | Salim Keddar            | ALG  | 3:54,72    |
| 4     | Elhassane Moujahid      | MAR  | 3:55,53    |
| 5     | Mousab Adam Ali         | QAT  | 3:56,33    |
| 6     | Zouhaïr Awad            | BHR  | 3:57,08    |
| 7     | Aden Moussa Absieh      | DJI  | 3:58,02    |
| 8     | Shohrux Davlyatov       | UZB  | 4:00,86    |

Datum: 12. August

#### 5000 m
| Platz | Athlet              | Land | Zeit (min) |
| ----- | ------------------- | ---- | ---------- |
| 1     | Birhanu Balew       | BHR  | 13:51:64   |
| 2     | Mohamed Farès       | MAR  | 13:54,02   |
| 3     | Abel Chebet         | UGA  | 13:54,93   |
| 4     | Aras Kaya           | TUR  | 13:56,90   |
| 5     | Soufiane Bouqantar  | MAR  | 13:57,41   |
| 6     | Tariq Ahmed al-Amri | KSA  | 13:59,59   |
| 7     | Albert Rop          | BHR  | 14:02,09   |
| 8     | Houssein Sougueh    | DJI  | 14:35,94   |

Datum: 8. August
Die Zeiten wurden wegen Zweifeln an der Zeitnehmung nicht offiziell von Weltverband anerkannt.

#### 10.000 m
| Platz | Athlet              | Land | Zeit (min) |
| ----- | ------------------- | ---- | ---------- |
| 1     | Dawit Fikadu        | BHR  | 28:31,14   |
| 2     | Abel Chebet         | UGA  | 28:31,91   |
| 3     | Moumin Bouh Guelleh | DJI  | 28:33,01   |
| 4     | Aras Kaya           | TUR  | 28:34,71   |
| 5     | Albert Rop          | BHR  | 28:45,66   |
| 6     | Hassan Toriss       | MAR  | 29:14,02   |
| 7     | Mouhcine Outalha    | MAR  | 29:34,20   |
| 8     | Houssein Sougueh    | DJI  | 30:12,51   |

Datum: 10. August
Die Zeiten wurden wegen Zweifeln an der Zeitnehmung nicht offiziell von Weltverband anerkannt.

#### 110 m Hürden
| Platz | Athlet                  | Land | Zeit (s) |
| ----- | ----------------------- | ---- | -------- |
| 1     | Amine Bouanani          | ALG  | 13,21    |
| 2     | Louis François Mendy    | SEN  | 13,28    |
| 3     | Yaqoub Mohamed al-Youha | KUW  | 13,30    |
| 4     | Dawid Jefremow          | KAZ  | 13,64    |
| 5     | Masoud Kamran           | IRN  | 13,74    |
| 6     | Saeed al-Absi           | QAT  | 13,76    |
| 7     | Ergash Normuradov       | UZB  | 13,78    |
|       | Mikdat Sevler           | TUR  | DNF      |

Datum: 10. August
Wind: +2,1  m/s

#### 400 m Hürden
| Platz | Athlet              | Land | Zeit (s) |
| ----- | ------------------- | ---- | -------- |
| 1     | Bassem Hemeida      | QAT  | 48,67    |
| 2     | Yasmani Copello     | TUR  | 48,86    |
| 3     | Abdelmalik Lahoulou | ALG  | 49,15    |
| 4     | Mahdi Pirjahan      | IRN  | 49,35    |
| 5     | Saber Boukemouche   | ALG  | 49,74    |
| 6     | Saad Hinti          | MAR  | 50,28    |
| 7     | Mohammed al-Muawi   | KSA  | 50,32    |
| 8     | Wjatscheslaw Sems   | KAZ  | 51,67    |

Datum: 9. August
Die Zeiten wurden wegen Zweifeln an der Zeitnehmung nicht offiziell von Weltverband anerkannt.

#### 3000 m Hindernis
| Platz | Athlet                 | Land | Zeit (min) |
| ----- | ---------------------- | ---- | ---------- |
| 1     | Abderrafia Bouassel    | MAR  | 8:57,92    |
| 2     | Mohamed Ismail Ibrahim | DJI  | 8:58,92    |
| 3     | Mousab Adam Ali        | QAT  | 9:02,53    |
| 4     | John Koech             | BHR  | 9:19,64    |
| 5     | Gamil al-Hamati        | YEM  | 10:26,49   |
|       | Mohamed Tindouft       | MAR  | DNF        |

Datum: 10. August
Die Zeiten wurden wegen Zweifeln an der Zeitnehmung nicht offiziell von Weltverband anerkannt.

#### 4 × 100 m Staffel
| Platz | Land          | Athleten                                                                                      | Zeit (s) |
| ----- | ------------- | --------------------------------------------------------------------------------------------- | -------- |
| 1     | Türkei        | Emre Zafer Barnes Jak Ali Harvey Kayhan Özer Ramil Guliyev Im Vorlauf eingesetzt: Ertan Özkan | 38,74 GR |
| 2     | Bahrain       | Omar Ebrahim Rashid Abdulraouf Salem Eid Yaqoob Saeed al-Khaldi                               | 39,01 NR |
| 3     | Oman          | al-Saih Amman Barakat al-Harthi Mohamed Obaid al-Saadi Ali Anwar Ali al-Balushi               | 39,21 NR |
| 4     | Gambia        | Sengan Jobe Alieu Joof Ebrima Camara Adama Jammeh                                             | 39,27 NR |
| 5     | Saudi-Arabien | Mohammed Dawood Abdullah Fahhad Mohammed al-Subaie Hamoud Olwani Abdullah Abkar Mohammed      | 39,32    |
| 6     | Malaysia      | Jonathan Nyepa Muhammad Arsyad Muhammad Haiqal Hanafi Khairul Hafiz Jantan                    | 39,46    |
| 7     | Kamerun       | Ibrahi̇ma Hamayadji Raphael Nganguele Mberlina Aboubakar Tetnap Nsangou Emmanuel Eseme         | 39,51    |
| 8     | Katar         | Saeed al-Absi Oumar Doudai Abakar Saed al-Sahati Tosin Ogunode                                | 40,36    |

Datum: 12. August

#### 4 × 400 m Staffel
| Platz         | Land                                                                                   | Athleten                                                                      | Zeit (min) |
| ------------- | -------------------------------------------------------------------------------------- | ----------------------------------------------------------------------------- | ---------- |
| 1             | Marokko                                                                                | Ayman el-Haddaoui Rachid Mhamdi Saad Hinti Hamza Dair                         | 3:03,76    |
| 2             | Algerien                                                                               | Miloud Laredj Es Saddik Hammouni Anas Abdennour Bendjemaa Abdelmalik Lahoulou | 3:04,52    |
| 3             | Bahrain                                                                                | Ali Khamis Khamis Hussain al-Dosari Yusuf Ali Abbas Musa Isah                 | 3:04,79    |
| 4             | Senegal                                                                                | Ousmane Sidibé El Hadji Malick Soumaré Joseph Amicha Coulibaly Frédéric Mendy | 3:07,32    |
| 5             | Kasachstan                                                                             | Wjatscheslaw Sems Andrei Sokolow Dawid Jefremow Michail Litwin                | 3:10,63    |
|               | Türkei                                                                                 | Oğuzhan Kaya Jak Ali Harvey Batuhan Altıntaş İsmail Nezir                     | DSQ        |
| Katar         | Ismail Doudai Abakar Abubaker Haydar Abdalla Ammar Ismail Yahia Ibrahim Bassem Hemeida | DSQ                                                                           |            |
| Saudi-Arabien | Mazen al-Yassin Mohammed Duhaim al-Muawi Ibrahim Mohammed Futayni Youssef Masrahi      | DSQ                                                                           |            |

Datum: 12. August

#### Hochsprung
| Platz | Athlet                 | Land | Höhe (m) |
| ----- | ---------------------- | ---- | -------- |
| 1     | Mahamat Hamdi          | QAT  | 2,14     |
| 1     | Fatak Bait Jaboob      | OMA  | 2,14 NR  |
| 3     | Mohamad Eizlan Dahalan | MAS  | 2,14     |
| 4     | Sharoz Khan            | PAK  | 2,14 NR  |
| 5     | Bilel Afer             | ALG  | 2,09     |
| 6     | Khaled al-Massad       | KUW  | 2,09     |
| 7     | Salim Saidalijew       | TJK  | 2,04     |

Datum: 12. August

#### Stabhochsprung
| Platz          | Athlet                | Land | Höhe (m) |
| -------------- | --------------------- | ---- | -------- |
| 1              | Ersu Şaşma            | TUR  | 5,60     |
| 2              | Hussein al-Hizam      | KSA  | 5,40     |
| 3              | Majed Radhi al-Sayed  | KUW  | 4,80     |
|                | Hichem Khalil Cherabi | ALG  | NMH      |
| Ali al-Sabagha | KUW                   | NMH  |          |

Datum: 9. August

#### Weitsprung
| Platz | Athlet            | Land | Weite (m) |
| ----- | ----------------- | ---- | --------- |
| 1     | Anvar Anvarov     | UZB  | 8,01      |
| 2     | Ildar Ahmadijew   | TJK  | 7,86      |
| 3     | Necati Er         | TUR  | 7,83 w    |
| 4     | Hamoud Olwani     | KSA  | 7,80      |
| 5     | Amath Faye        | SEN  | 7,80 w    |
| 6     | Appolinaire Yinra | CMR  | 7,77 w    |
| 7     | Salim al-Yarabi   | OMA  | 7,57      |
| 8     | Mouhcine Khoua    | MAR  | 7,49      |

Datum: 12. August

#### Dreisprung
| Platz | Athlet                | Land | Weite (m) |
| ----- | --------------------- | ---- | --------- |
| 1     | Necati Er             | TUR  | 16,73     |
| 2     | Alexis Copello        | AZE  | 16,40     |
| 3     | Amath Faye            | SEN  | 16,16     |
| 4     | Hamid Reza Kia        | IRN  | 16,07     |
| 5     | Nazim Babayev         | AZE  | 16,06     |
| 6     | Hassan Nasser Darwish | KSA  | 15,90     |
| 7     | Salim al-Rawahi       | OMA  | 15,72 NR  |
| 8     | Salim Saidalijew      | TJK  | 13,53     |

Datum: 9. August

#### Kugelstoßen
| Platz | Athlet                 | Land | Weite (m) |
| ----- | ---------------------- | ---- | --------- |
| 1     | Alperen Karahan        | TUR  | 20,46     |
| 2     | Mohammed Tolo          | KSA  | 20,12     |
| 3     | Abdelrahman Mahmoud    | BHR  | 19,44     |
| 4     | Morteza Nazemi         | IRN  | 18,98     |
| 5     | Mashari Mohammad       | KUW  | 18,92     |
| 6     | Mehdi Saberi           | IRN  | 16,69     |
| 7     | Ibrahim Juma al-Fadhli | KUW  | 17,75     |
| 8     | Musaeb al-Momani       | JOR  | 17,48     |

Datum: 8. August

#### Diskuswurf
| Platz | Athlet                    | Land | Weite (m) |
| ----- | ------------------------- | ---- | --------- |
| 1     | Essa Mohamed al-Zenkawi   | KUW  | 62,03     |
| 2     | Moaaz Mohamed Ibrahim     | QAT  | 61,35 PB  |
| 3     | Oussama Khennoussi        | ALG  | 60,59 NR  |
| 4     | Ömer Şahin                | TUR  | 60,02     |
| 5     | Ehsan Hadadi              | IRN  | 59,81     |
| 6     | Muhammad Irfan Shamsuddin | MAS  | 59,37     |
| 7     | Musaeb al-Momani          | JOR  | 56,41     |
| 8     | Rashidbek Sodikov         | UZB  | 55,24     |

Datum: 11. August

#### Hammerwurf
| Platz | Athlet                 | Land | Weite (m) |
| ----- | ---------------------- | ---- | --------- |
| 1     | Suhrob Xoʻjayev        | UZB  | 71,87     |
| 2     | Eşref Apak             | TUR  | 71,34     |
| 3     | Özkan Baltacı          | TUR  | 68,90     |
| 4     | Mergen Mämmedow        | TKM  | 68,40     |
| 5     | Ahmed Amgad el-Seify   | QAT  | 68,14     |
| 6     | Ali Mohamed al-Zankawi | KUW  | 66,98     |
| 7     | Mahmoud el-Gohary      | BHR  | 64,64     |
| 8     | Mohammed al-Dubaisi    | KSA  | 62,30     |

Datum: 11. August

#### Speerwurf
| Platz | Athlet               | Land | Weite (m) |
| ----- | -------------------- | ---- | --------- |
| 1     | Arshad Nadeem        | PAK  | 88,55 GR  |
| 2     | Ahmed Bader Magour   | QAT  | 74,28     |
| 3     | Ali Fathi Ganji      | IRN  | 71,42     |
| 4     | Abdulrahman al-Azemi | KUW  | 68,41 PB  |
| 5     | Abdul Hafiz          | INA  | 62,02     |

Datum: 12. August

### Frauen

#### 100 m
| Platz | Athletin              | Land | Zeit (s) |
| ----- | --------------------- | ---- | -------- |
| 1     | Edidiong Odiong       | BHR  | 11,03    |
| 2     | Farzaneh Fasihi       | IRN  | 11,12    |
| 3     | Maboundou Koné        | CIV  | 11,13    |
| 4     | Hajar al-Khaldi       | BHR  | 11,18    |
| 5     | Hajar Eddou           | MAR  | 11,20    |
| 6     | Elif Polat            | TUR  | 11,32    |
| 7     | Olga Safronowa        | KAZ  | 11,37    |
| 8     | Iyanuoluwa Toyin Bada | NGR  | 11,60    |

Datum: 9. August
Wind: +1,1 m/s
Die Zeiten wurden wegen Zweifeln an der Zeitnehmung nicht offiziell von Weltverband anerkannt.

#### 200 m
| Platz | Athletin                 | Land | Zeit (s) |
| ----- | ------------------------ | ---- | -------- |
| 1     | Gina Bass                | GAM  | 22,63    |
| 2     | Edidiong Odiong          | BHR  | 22,77    |
| 3     | Maboundou Koné           | CIV  | 23,12    |
| 4     | Wurrie Njadoe            | GAM  | 23,35    |
| 5     | Elif Polat               | TUR  | 23,41    |
| 6     | Zenab Moussa Ali Mahamat | BHR  | 23,51    |
| 7     | Mudhawi al-Shammari      | KUW  | 23,97    |
|       | Olga Safronowa           | KAZ  | DNF      |

Datum: 11. August
Wind: +2,9 m/s

#### 400 m
| Platz | Athletin                | Land | Zeit (s) |
| ----- | ----------------------- | ---- | -------- |
| 1     | Muna Mubarak            | BHR  | 52,97    |
| 2     | Farida Soliyeva         | UZB  | 54,07    |
| 3     | Sara el-Hachimi         | MAR  | 54,32    |
| 4     | Sri Maya Sari           | INA  | 54,67    |
| 5     | Maureen Banura          | UGA  | 55,32    |
| 6     | Alexandra Saljubowskaja | KAZ  | 58,17    |
| 7     | Aishath Himna Hassan    | MDV  | 58,84    |
| 8     | Aminath Layaana Mohamed | MDV  | 62,04    |

Datum: 10. August
Die Zeiten wurden wegen Zweifeln an der Zeitnehmung nicht offiziell von Weltverband anerkannt.

#### 800 m
| Platz | Athletin            | Land | Zeit (min) |
| ----- | ------------------- | ---- | ---------- |
| 1     | Ekaterina Guliyev   | TUR  | 2:02,28    |
| 2     | Soukaina Hajji      | MAR  | 2:02,78    |
| 3     | Assia Raziki        | MAR  | 2:03,03    |
| 4     | Şilan Ayyıldız      | TUR  | 2:04,76    |
| 5     | Amina Bakhit        | SUD  | 2:11,25    |
| 6     | Toktam Dastarbandan | IRN  | 2:11,46    |
| 7     | Ainuska Kalil kysy  | KGZ  | 2:13,92    |
| 8     | Djenab Fofana       | GUI  | 2:53,29    |

Datum: 9. August
Die Zeiten wurden wegen Zweifeln an der Zeitnehmung nicht offiziell von Weltverband anerkannt.

#### 1500 m
| Platz | Athletin            | Land | Zeit (min) |
| ----- | ------------------- | ---- | ---------- |
| 1     | Winfred Mutile Yavi | BHR  | 4:14,35 GR |
| 2     | Ekaterina Guliyev   | TUR  | 4:16,41    |
| 3     | Soukaina Hajji      | MAR  | 4:16,65    |
| 4     | Janat Chemusto      | UGA  | 4:16,72    |
| 5     | Şilan Ayyıldız      | TUR  | 4:19,79    |
| 6     | Souhra Ali Mohamed  | DJI  | 4:20,64    |
| 7     | Fraïda Hassanatte   | CHA  | 4:28,72    |
| 8     | Veronica José       | MOZ  | 4:28,94    |

Datum: 12. August

#### 5000 m
| Platz | Athletin          | Land | Zeit (min) |
| ----- | ----------------- | ---- | ---------- |
| 1     | Yasemin Can       | TUR  | 16:23,1    |
| 2     | Bontu Rebitu      | BHR  | 16:33,4    |
| 3     | Ruth Jebet        | BHR  | 16:40,4    |
| 4     | Janat Chemusto    | UGA  | 16:59,9    |
| 5     | Kaoutar Farkoussi | MAR  | 17:01,4    |
| 6     | Rahma Tahiri      | MAR  | 17:06,0    |
| 7     | Yayla Gönen       | TUR  | 17:10,5    |
| 8     | Habon Ahmed       | DJI  | 17:20,8    |

Datum: 11. August

#### 10.000 m
| Platz | Athletin              | Land | Zeit (min) |
| ----- | --------------------- | ---- | ---------- |
| 1     | Yasemin Can           | TUR  | 32:34,33   |
| 2     | Bontu Rebitu          | BHR  | 32:59,19   |
| 3     | Ruth Jebet            | BHR  | 33:03,13   |
| 4     | Rkia el-Moukim        | MAR  | 34:07,23   |
| 5     | Hanane Qallouj        | MAR  | 34:12,17   |
| 6     | Yayla Gönen           | TUR  | 35:23,93   |
| 7     | Odekta Elvina Naibaho | INA  | 35:52,19   |
| 8     | Gulschanoi Satarowa   | KGZ  | 36:12,22   |

Datum: 8. August
Die Zeiten wurden wegen Zweifeln an der Zeitnehmung nicht offiziell von Weltverband anerkannt.

#### 100 m Hürden
| Platz | Athletin               | Land | Zeit (s) |
| ----- | ---------------------- | ---- | -------- |
| 1     | Şevval Ayaz            | TUR  | 13,21    |
| 2     | Naomi Akakpo           | TOG  | 13,40    |
| 3     | Emilia Nova            | INA  | 13,59    |
| 4     | Noura Ennadi           | MAR  | 13,60    |
| 5     | Cansu Nimet Sayın      | TUR  | 13,72    |
| 6     | Xurshidabonu Xolliyeva | UZB  | 13,90    |
| 7     | Lidiya Podsepkina      | UZB  | 14,18    |
| 8     | Mazoon al-Alawi        | OMA  | 14,18    |

Datum: 11. August
Wind: +3,7 m/s

#### 400 m Hürden
| Platz | Athletin       | Land | Zeit (s) |
| ----- | -------------- | ---- | -------- |
| 1     | Noura Ennadi   | MAR  | 56,15    |
| 2     | Aminat Jamal   | BHR  | 56,41    |
| 3     | Linda Angounou | CMR  | 57,92    |
| 4     | Sarah Ochigbo  | NGR  | 60,15    |
| 5     | Saleha Jasim   | BFA  | 65,89    |

Datum: 9. August
Die Zeiten wurden wegen Zweifeln an der Zeitnehmung nicht offiziell von Weltverband anerkannt.

#### 3000 m Hindernis
| Platz | Athletin              | Land | Zeit (min) |
| ----- | --------------------- | ---- | ---------- |
| 1     | Winfred Mutile Yavi   | BHR  | 09:34,57   |
| 2     | Tigist Getent Mekonen | BHR  | 09:50,14   |
| 3     | Ikram Ouaaziz         | MAR  | 09:57,18   |
| 4     | Amina Bettiche        | ALG  | 10:222,32  |

Datum: 10. August
Die Zeiten wurden wegen Zweifeln an der Zeitnehmung nicht offiziell von Weltverband anerkannt.

#### 4 × 100 m Staffel
| Platz   | Land                                                            | Athletinnen                                                                     | Zeit (s)    |
| ------- | --------------------------------------------------------------- | ------------------------------------------------------------------------------- | ----------- |
| 1       | Gambia                                                          | Ola Buwaro Wurrie Njadoe Maimouna Jallow Gina Bass                              | 43,83 GR NR |
| 2       | Bahrain                                                         | Fatima Mubarak Edidiong Odiong Aminat Jamal Hajar al-Khaldi                     | 44,11       |
| 3       | Türkei                                                          | Simay Özçiftçi Şevval Ayaz Cansu Nimet Sayın Elif Polat                         | 44,49 NR    |
| 4       | Malediven                                                       | Mariyam Alhaa Hussain Rifa Mohamed Aishath Himna Hassan Aminath Layaana Mohamed | 48,21 NR    |
|         | Usbekistan                                                      | Sharifa Davronova Xurshidabonu Xolliyeva Lidiya Podsepkina Laylo Allaberganova  | DNF         |
| Marokko | Imane Makrazi Yousra Lajdoud Fatima Zahra el-Alaoui Hajar Eddou | DNF                                                                             |             |

Datum: 12. August

#### 4 × 400 m Staffel
| Platz | Land       | Athletinnen                                                                 | Zeit (min) |
| ----- | ---------- | --------------------------------------------------------------------------- | ---------- |
| 1     | Bahrain    | Zenab Moussa Ali Mahamat Aminat Jamal Awtef Ahmed Muna Mubarak              | 3:33,65    |
| 2     | Türkei     | Elif Polat Ekaterina Guliyev Büşra Yıldırım Eda Nur Tulum                   | 3:35,24    |
| 3     | Marokko    | Sara el-Hachimi Soukaina Hajji Noura Ennadi Assia Raziki                    | 3:35,86    |
| 4     | Usbekistan | Malika Rajabova Kamila Mirsaliyeva Laylo Allaberganova Irina Levina         | 3:50,69    |
| 5     | Iran       | Toktam Dastarbandan Mahsa Mirzatabibi Reyhaneh Mobini Arani Farzaneh Fasihi | 4:32,48    |

Datum: 12. August

#### Hochsprung
| Platz | Athletin                | Land | Höhe (m) |
| ----- | ----------------------- | ---- | -------- |
| 1     | Safina Saʼdullayeva     | UZB  | 1,97 GR  |
| 2     | Svetlana Radzivil       | UZB  | 1,87     |
| 3     | Kristina Owtschinnikowa | KAZ  | 1,87     |
| 4     | Buse Savaşkan           | TUR  | 1,82     |
| 5     | Rhizlane Siba           | MAR  | 1,82     |
| 6     | Norliyana Kamaruddin    | MAS  | 1,73     |
| 7     | Most Ritu Akhtar        | BAN  | 1,73 NR  |
| 8     | Fatima Zahra el-Alaoui  | MAR  | 1,70     |

Datum. 11. August

#### Stabhochsprung
| Platz | Athletin          | Land | Höhe (m) |
| ----- | ----------------- | ---- | -------- |
| 1     | Buse Arıkazan     | TUR  | 4,20     |
| 1     | Demet Parlak      | TUR  | 4,00     |
| 3     | Nor Sarah Adi     | MAS  | 3,90     |
| 4     | Mahsa Mirzatabibi | IRN  | 3,70     |
| 5     | Samar Mansouri    | QAT  | 3,30     |
|       | Jasmina Mansurova | UZB  | NMH      |

Datum. 8. August

#### Weitsprung
| Platz | Athletin            | Land | Weite (m) |
| ----- | ------------------- | ---- | --------- |
| 1     | Marthe Koala        | BFA  | 6,53 w    |
| 2     | Tuğba Danışmaz      | TUR  | 6,34 w    |
| 3     | Roksana Xudoyorova  | UZB  | 6,32      |
| 4     | Yousra Lajdoud      | MAR  | 6,30      |
| 5     | Darya Reznichenko   | UZB  | 6,28      |
| 6     | Gizem Akgöz         | TUR  | 6,28 PB   |
| 7     | Maria Natalia Londa | INA  | 6,18      |
| 8     | Fatima Mubarak      | BHR  | 6,01 w    |

Datum. 9. August

#### Dreisprung
| Platz | Athletin            | Land | Weite (m) |
| ----- | ------------------- | ---- | --------- |
| 1     | Sharifa Davronova   | UZB  | 14,30 w   |
| 2     | Yekaterina Sarıyeva | AZE  | 14,12 w   |
| 3     | Tuğba Danışmaz      | TUR  | 13,95 w   |
| 4     | Roksana Xudoyorova  | UZB  | 13,87 w   |
| 5     | Marija Jefremowa    | KAZ  | 13,84 w   |
| 6     | Gizem Akgöz         | TUR  | 13,83 w   |
| 7     | Sangoné Kandji      | SEN  | 13,64 w   |
| 8     | Saly Sarr           | SEN  | 13,60 w   |

Datum. 11. August

#### Kugelstoßen
| Platz | Athletin          | Land | Weite (m) |
| ----- | ----------------- | ---- | --------- |
| 1     | Emel Dereli       | TUR  | 17,25     |
| 2     | Pınar Akyol       | TUR  | 16,87     |
| 3     | Eki Febri Ekawati | INA  | 14,93     |
| 4     | Zineb Zeroual     | MAR  | 14,23     |
| 5     | Zouina Bouzebra   | ALG  | 10,99     |

Datum. 8. August

#### Diskuswurf
| Platz | Athletin             | Land | Weite (m) |
| ----- | -------------------- | ---- | --------- |
| 1     | Özlem Becerek        | TUR  | 54,91 GR  |
| 2     | Nurten Mermer        | TUR  | 52,85     |
| 3     | Nora Monie           | CMR  | 50,19     |
| 4     | Queenie Kung Ni Ting | MAS  | 48,72     |
| 5     | Josephine Lalam      | UGA  | 42,74     |
|       | Jihane Mrabet        | MAR  | NM        |

Datum. 9. August

#### Hammerwurf
| Platz | Athletin             | Land | Weite (m) |
| ----- | -------------------- | ---- | --------- |
| 1     | Hanna Skydan         | AZE  | 70,23     |
| 2     | Kıvılcım Kaya        | TUR  | 65,68     |
| 3     | Zouina Bouzebra      | ALG  | 59,51     |
| 4     | Zarina Nosirjonova   | UZB  | 59,30     |
| 5     | Soukaina Zakkour     | MAR  | 58,89     |
| 6     | Samira Addi          | MAR  | 58,30     |
| 7     | Nurul Hidayah Lukman | MAS  | 58,30     |

Datum. 8. August

#### Speerwurf
| Platz | Athletin                 | Land | Weite (m) |
| ----- | ------------------------ | ---- | --------- |
| 1     | Esra Türkmen             | TUR  | 57,46     |
| 2     | Eda Tuğsuz               | TUR  | 56,59     |
| 3     | Nargiza Kuchkarova       | UZB  | 56,08     |
| 4     | Musharraf Sayidakhmedova | UZB  | 56,05     |
| 5     | Josephine Lalam          | UGA  | 51,11     |
| 6     | Jennet Muhamowa          | TKM  | 49,41     |

Datum. 10. August

## Mixed

### 4 × 400 m Staffel
| Platz | Land       | Athleten                                                                    | Zeit (min) |
| ----- | ---------- | --------------------------------------------------------------------------- | ---------- |
| 1     | Bahrain    | Ali Khamis Khamis Zenab Moussa Ali Mahamat Musa Isah Muna Mubarak           | 3:17,40 GR |
| 2     | Marokko    | Rachid Mhamdi Sara el-Hachimi Hamza Dair Assia Raziki                       | 3:20,29 NR |
| 3     | Türkei     | Oğuzhan Kaya Eda Nur Tulum Sinan Ören Büşra Yıldırım                        | 3:22,90    |
| 4     | Kamerun    | Raphael Nganguele Irene Bell Bonong Aboubakar Tetnap Nsangou Linda Angounou | 3:28,72 NR |
| 5     | Usbekistan | Oskar Kuchmuradov Malika Rajabova Arthur Karisov Farida Soliyeva            | 3:44,67    |

Datum: 11. August

## Medaillenspiegel
Ausrichter 
| Platz | Land           | Gold | Silber | Bronze | Gesamt |
| ----- | -------------- | ---- | ------ | ------ | ------ |
| 1     | Türkei         | 13   | 10     | 6      | 29     |
| 2     | Bahrain        | 8    | 7      | 4      | 19     |
| 3     | Marokko        | 4    | 3      | 7      | 14     |
| 4     | Usbekistan     | 4    | 2      | 2      | 8      |
| 5     | Katar          | 3    | 3      | 1      | 7      |
| 6     | Gambia         | 2    | 0      | 0      | 2      |
| 7     | Aserbaidschan  | 1    | 2      | 0      | 3      |
| 8     | Algerien       | 1    | 1      | 4      | 6      |
| 9     | Elfenbeinküste | 1    | 0      | 2      | 3      |
| 9     | Kamerun        | 1    | 0      | 2      | 3      |
| 9     | Kuwait         | 1    | 0      | 2      | 3      |
| 9     | Oman           | 1    | 0      | 2      | 3      |
| 13    | Kasachstan     | 1    | 0      | 1      | 2      |
| 14    | Burkina Faso   | 1    | 0      | 0      | 1      |
| 14    | Pakistan       | 1    | 0      | 0      | 1      |
| 16    | Saudi-Arabien  | 0    | 4      | 1      | 5      |
| 17    | Dschibuti      | 0    | 1      | 1      | 2      |
| 17    | Iran           | 0    | 1      | 1      | 2      |
| 17    | Senegal        | 0    | 1      | 1      | 2      |
| 17    | Uganda         | 0    | 1      | 1      | 2      |
| 21    | Sudan          | 0    | 1      | 0      | 1      |
| 21    | Tadschikistan  | 0    | 1      | 0      | 1      |
| 21    | Togo           | 0    | 1      | 0      | 1      |
| 23    | Indonesien     | 0    | 0      | 2      | 2      |
| 23    | Malaysia       | 0    | 0      | 2      | 2      |
| Total | Total          | 43   | 39     | 42     | 124    |